# 原泉
原 泉（はら いずみ、1905年2月11日 - 1989年5月21日）は、島根県松江市出身の日本の女優。旧芸名は原 泉子（はら せんこ）、本名は中野 政野。夫はプロレタリア作家・文学者の中野重治。芸名の「原泉」は「はら せん」の読みで通称される。

## 来歴・人物
10歳の時に母と死別し、継母とうまくいかず、17歳で上京。
初めは書の才能を生かして書道家の岡本高蔭の弟子となったが、在京している妹の学費を稼ぐために谷中のモデル事務所に所属し、主に彫刻家のモデルになる。端正な容姿や佇まい、面影が好まれ、平松豊彦、堀江尚志などの彫刻家に採用される。
その後、プロレタリア演劇研究所に入所。
1928年、東京左翼劇場に合流して旗揚げメンバーとなる。
同志であり生涯の盟友でもあった中野重治と1930年に結婚。一人娘の卯女をもうける。
1934年、新協劇団の創設に参加。『夜明け前』や『火山灰地』などの舞台に出演。当時は原泉子と名乗っており、かつて付き人をした花柳はるみに付けてもらったという。
1940年8月19日の新劇弾圧では治安維持法違反で村山知義や滝沢修らとともに逮捕された（同劇団は、その後、強制解散させられた）。その数か月前には日本放送協会が実験放送として製作された日本初のテレビドラマ『夕餉前』に出演。
1946年、村山らの第2次新協劇団に参加するが、1950年に退団。以降はフリーとなり、同年に原泉へ改名。
北林谷栄、毛利菊枝、浦辺粂子らと同様、老け役の名手として活躍。上品な老婦人、偏執狂的な姑、果ては祈祷師や霊媒師といった妖気漂う不気味な役までをこなした。晩年出演のアクション映画や伊丹十三作品ではコミカルに謎の妖婆役が多かった。
1989年5月21日死去。84歳没。

### 文献
- 藤森節子『女優原泉子 中野重治と共に生きて』（新潮社、1994年）、伝記
- 川西政明『新・日本文壇史 5　昭和モダンと転向』（岩波書店、2011年）-「中野重治と原泉の転向時代」

## 出演

### 映画
- 太陽の子（1938年、東京発声＝東宝） - 絹子
- 空想部落（1939年、南旺映画＝東宝） - 美穂
- 多甚古村（1940年、東宝） - おかみさん
- お市の方（1942年、大映） - おまあさん
- 風雪の春（1943年、大映） - 広田あき
- 煉瓦女工（1946年、南旺映画＝松竹） - チェイの母　※1940年に製作されたが、当局の検閲で公開中止となる。
- 踊子物語（1947年、大映） - 長倉女史
- 獄門島 解明篇（1949年、東横映画） - 祈祷師おかね
- ジャコ萬と鉄（1949年、東宝） - タカ
- 殺人者の顔（1950年、東宝） - タネ
- ひめゆりの塔（1953年、東映） - 大城婦長
- 赤い自転車（1953年、第一映画）
- 太陽のない街（1954年、新星映画）
- 億万長者（1954年、青俳プロ） - 出生届をする老婆
- 女の園（1954年、松竹） - 三輪教授
- 女優（1956年、新東宝） - 千代
- 道（1956年、独立映画） - 女医
- 米（1957年、東映） - 田村うめ
- 月光仮面（東映）
  - 月光仮面（1958年） - バテレンお由
  - 魔人の爪（1958年） - マリンのおたき
- 海っ子山っ子（1959年、桜映画社） - 青葉丸の女房
- 人間の條件 第3部 望郷篇・第4部 戦雲篇（1959年、松竹） - 沢村婦長
- 天下の快男児 突進太郎（1960年、東映） - 老修道尼
- 野獣の眼（1960年、東映） - 貸事務所の女
- 笛吹川（1960年、松竹） - 老女
- 名もなく貧しく美しく（1961年、東宝） - たま
- 警視庁物語 十二人の刑事（1961年、東映） - 川崎の母キヨ
- 喜劇 にっぽんのお婆あちゃん（1962年、松竹） - 大食いばあさんハツ
- 光る海（1963年、日活） - 田島安子
- にっぽんぱらだいす（1964年、松竹） - 近藤文子
- 大日本コソ泥伝（1964年、日活） - 隠居きく
- 若親分（1965年、大映） - ひさ
- 関東やくざ者（1965年、東映） - 操
- 青春のお通り（1965年、日活） - 斉藤カメ
- 黒い賭博師 悪魔の左手（1966年、日活） - パンドラ王国の婆さん
- 怪竜大決戦（1966年、東映） - 蜘蛛婆
- 河 あの裏切りが重く（1967年、ATG） - 母
- 怪談雪女郎（1968年、大映） - 巫女
- 不信のとき（1968年、大映） - 加代
- 神々の深き欲望（1968年、日活） - 竜ウナリ
- 二代目若親分（1969年、大映） - とせ
- 地の群れ（1970年、ATG） - 金代
- 青幻記 遠い日の母は美しく（1973年、東和） - 祖母
- 襤褸の旗（1974年） - ヨネ
- 田園に死す（1974年、ATG） - 幻婆
- 犬神家の一族（1976年、東宝） - お園
- はなれ瞽女おりん（1977年、東宝） - 老婆
- 霧の旗（1977年、東宝） - 渡辺キク
- 多羅尾伴内（1978年、東映） - シムカニ媼
- 元祖大四畳半大物語（1980年、にっかつ） - 下宿の婆さん
- 遠雷 （1981年、ATG） - 満夫の祖母
- 悪霊島（1981年、東映） - 浅井はる
- 丑三つの村（1983年、松竹富士） - はん
- 海燕ジョーの奇跡（1984年、松竹富士） - 与那国島のお婆
- タンポポ（1985年、東宝） - カマンベールの老婆
- ビー・バップ・ハイスクール（1985年、東映） - 中間はな
- オイディプスの刃（1986年、東宝） - 枝村の祖母
- 野ゆき山ゆき海べゆき（1986年、ATG） - 遺骨を抱く老婆
- 親鸞 白い道（1987年、日映） - 綾衣
- マルサの女2（1988年、東宝） - 老婆
- 日本殉情伝 おかしなふたり ものくるほしきひとびとの群（1988年、アートリンクス） - おせん

### テレビドラマ
- 山一名作劇場 / 石中先生行状記（1957年、NTV）
- プレイハウス / 祝婚歌（1957年、NHK）
- お好み日曜座 / 父帰る（1958年、NHK）
- 雑草の歌（KR）
  - 第6話「疫没部落」（1958年）
  - 第112話「みどりの風」（1960年）
- テレビ劇場（NHK）
  - 嫁（1958年） - お豊
  - 姑（1959年） - 市川タマ
  - 怒濤の中の歌声（1959年）
  - 世界で一番美しい瞳（1960年）
  - 山吹の歌（1961年）
  - 農婦ありて（1961年）
  - 水仙と木魚（1962年） - 花婆や
  - ひばり（1964年）
- 東芝日曜劇場 （TBS）
  - 第165話「雪に散る花」（1960年） - 崋山の母お栄
  - 第196話「おえん婆さん」（1960年） - おえん
  - 第229話「三婆」（1961年）
  - 第274話「柿の木の下」（1962年）
  - 第301話「襟裳岬」（1962年）
  - 第376話「生まれた芽」（1964年）
- サスペンスタイム 第13話「その靴を忘れない」（1960年、NET）
- おかあさん（TBS）
  - 第19話「黄枝子の場合」（1960年）
  - 第88話「姥捨」（1961年）
  - 第160話「別れ雲」（1962年）
  - 第187話「遠い人」（1963年）
  - 第270話「もずかがれ木で」（1965年）
  - 第290話「巣立つ」（1965年） - まつ子
  - 第330話「雪の詩」（1966年）
  - 第372話「さらばモーニング」（1966年）
- 現代人間模様 第46・47話「ガラスの橋 ある麻薬取締官」（1960年、NHK）
- 慎太郎ミステリー・暗闇の声 / ドンファンの死（1960年、KR）
- 東芝土曜劇場（CX）
  - 第68話「第三の男」（1960年）
  - 第168話「特ダネ」（1962年）
- 夫婦百景（NTV）
  - 第132話「果報者亭主」（1960年）
  - 第143話「高砂夫婦」（1961年）
  - 第156話「作男亭主とその女房」（1961年）
  - 第199話「発明狂亭主」（1962年）
  - 第298話「巷談春宵亭」（1964年）
  - 第317話「女房はあわて首」（1964年）
- これが真実だ 第44話「実説宇都宮釣天井」（1960年、CX）
- ここに人あり（NHK）
  - 第162話「陽だまり」（1960年） - 浅井とよ
  - 第169話「日本の母」（1961年）
- 侍 第6話「三人の義士」（1960年、CX）
- NECサンデー劇場 / こわれた瓶（1961年、NET） - おたね
- 東レサンデーステージ（NTV）
  - 第29話「木枯れの唄」（1961年）
  - 第41話「美わしき結末」（1961年）
  - 第53話「饗応夫人」（1961年）
- 松本清張シリーズ・黒い断層 第27 - 29話「失踪」（1961年、TBS） - 竹下スエ
- 山本周五郎アワー 第5話「みずぐるま」（1961年、TBS） - 磯野
- テレビ指定席（NHK）
  - あしたの風（1961年）
  - 長い髪の女（1961年）
  - 幼い二人（1966年） - 祖母
  - 希望（1966年）
- 七人の刑事（TBS）
  - 第5話「現代の病根」（1961年）
  - 第21話「狙われた天使」（1962年）
  - 第92話「死体置場」（1963年）
  - 第165話「雪」（1965年）
  - 第214話「老刑事の死」（1966年）
- 創作劇場（NHK）
  - 百米道路（1961年） - 婆
  - みちしるべ（1963年）
  - おんにょろ盛衰記（1963年）
  - 歌垣の夜なら（1963年）
  - 奇怪な話（1964年）
- 短い短い物語 第19話「寒駅にて」（1961年、NET）
- 阿部一族（1961年、NTV） - おさわ
- 浪曲ドラマ / 鼠小僧次郎吉（1962年、NHK）
- 人生の四季 第49話「旅に生きて」（1962年、NTV） - 上島鬼貫の母
- 指名手配 第135・136話「兄弟」（1962年、NET）
- 文芸アワー / 高瀬舟（1962年、NTV） - 母
- 文芸劇場（NHK）
  - 第39話「我が家の亡霊」（1962年）
  - 第81話「心理試験」（1963年）
  - 第89話「素足の少女」（1963年）
  - 第109話「河明り」（1964年）
- 近鉄金曜劇場 （ABC）
  - 山と川のある街（1962年）
  - 賢女気質 （1963年）
  - ほら善の死（1963年）
  - ある老婆の死 （1964年）
  - ぬかるみの花（1966年）
  - いつかどこかで （1966年）
- 黒の組曲 第35話「破談変異」（1962年、NHK）
- 連続テレビ小説 （NHK）
  - あしたの風 （1962年）
  - おはなはん （1966年）
  - 本日も晴天なり （1981年） - 大原波津
- 事件記者 第137話「裁き」（1963年、NHK）
- ポーラ名作劇場 第31話「海へ行く女」（1963年、MBS）
- 判決（NET）
  - 第56話「愛のかたち」（1963年）
  - 第82話「のれん」（1964年）
  - 第129話「ある非行」（1965年）
  - 第146話「砂上の日」（1965年）
- 日本映画名作ドラマ（NET）
  - 下宿の娘（1964年）
  - 晩鐘（1964年）
  - 貰いっ子（1964年）
- 新日本百景 第44話「あさきゆめみし」（1964年、NHK）
- 日産スター劇場 / でんぐり返れ19才（1965年、NTV）
- 家庭劇場 第19話「残された庭」（1965年、NHK）
- 黄色い風土 （1965年 - 1966年、NET / 東映）
- NHK大河ドラマ（NHK）
  - 源義経 （1966年、NHK） - 丹後局
  - 竜馬がゆく （1968年、NHK） - お市
  - 勝海舟 （1974年、NHK） - 男谷精一郎の母
- 泣いてたまるか（TBS）
  - 第5話「二人になりたいッ」（1966年）
  - 第51話「先生台北に飛ぶ」（1967年）
- ザ・ガードマン （TBS / 大映テレビ室）
  - 第47話「美貌の罠」（1966年）
  - 第142話「悪魔の爪あと」（1967年）
  - 第229話「怪談・私と同じ顔の幽霊」（1969年）
  - 第304話「ハレンチ夫婦の幽霊殺人」（1971年）
  - 第341話「ヌードの悪女 華やかな私生活」（1971年） - ノロ
- NHK劇場（NHK）
  - 海の声（1967年）
  - 休みの日に（1967年）
  - 再会（1967年）
  - 海沿いの道（1968年）
- 大奥 第14話「幼君暗殺」〜第16話「母と子」（1968年、KTV / 東映） - 立野
- 銭形平次 第126話「錦絵秘聞」（1968年、CX / 東映） - おかね
- でっかい青春 第35話「先生の縁談」（1968年、NTV / 東宝）
- バンパイヤ （1968年 - 1969年、CX / 虫プロ） - 妖婆
- 三匹の侍 第6シリーズ 第19話「女が待っている」（1969年、CX） - お銀
- キイハンター 第71話「殺人魔女クラブ」（1969年、TBS / 東映） - 妖婆
- 速歩自源流（1969年、NHK） ‐ 荒木トメ
- プレイガール 第67話「怪談・呪いの亡霊屋敷」（1970年、12ch / 東映） - おせい
- おくさまは18歳 第37話「わたしまじめな奥さんなのよ」（1971年、TBS / 大映テレビ室）
- ただいま同居中 （1970年、TBS） - 志村たか
- 少年ドラマシリーズ / ミルナの座敷 （1972年、NHK）
- ママはライバル 第33話「新人物登場 新展開!」〜第35話「縁談進む。大ピンチ」（1973年、TBS）
- 子連れ狼 第1部 第26話「大五郎絶唱」（1973年、NTV / ユニオン映画） - 藪女
- 刑事くん 第2部 第7話「お婆ちゃんの夢」（1973年、TBS / 東映）
- 追跡 第4話「天使の棄児」（1973年、KTV / C.A.L）
- 非情のライセンス 第1シリーズ 第29話「兇悪の甘い影」（1973年、NET / 東映） - 中丸昌江
- アイフル大作戦 第35話「東京 - 沖縄 華やかな大追跡」（1973年、TBS / 東映） - 老婆
- 特別機動捜査隊 （NET / 東映）
  - 第654話「矢崎班緊急出動せよ（1974年） - 小学校校長 ※友情出演
  - 第788話「無情の風に散る」（1976年）
- 伝七捕物帳 第29話「老母思いの泥棒兄弟」（1974年、NTV / ユニオン映画） - おかね
- ニセモノご両親（1974年、TBS） - しず
- 太陽にほえろ! （NTV / 東宝）
  - 第129話「今日も街に陽が昇る」（1975年） - 三田アケミ
  - 第542話「芝浜」（1983年） - 杉山きぬえ
  - 第572話「青い鳥」（1983年） - ブルース刑事宅の隣人
- 俺たちの勲章 第17話「子守唄」（1975年、NTV / 東宝） - 原田妙子（演：服部妙子）の祖母
- 遠山の金さん 第8話「鬼火を消せ!」（1975年、NET / 東映）
- いごこち満点（1976年、TBS） ‐ 杉本むら
- 必殺シリーズ（ABC / 松竹）
  - 必殺からくり人 第4話「息子には花婿をどうぞ」（1976年） - 母・久
  - 必殺仕舞人（1981年） - 善行尼
  - 新・必殺仕舞人（1982年） - 善行尼
- Gメン'75 （TBS / 東映）
  - 第59話「東京・沖縄縦断捜査網」
  - 第60話「暑い南の島 沖縄の幽霊」
  - 第61話「沖縄に響く痛恨の銃声」（1976年） - 新里かね
  - 第283話「オホーツク海の幽霊船」（1980年） - 江尻サトルの祖母
- 銀河テレビ小説（NHK）
  - 霧の中の少女（1976年） - ハナ子
  - 太郎の青春（1980年） - 太郎の祖母 琴江
  - 太郎の青春（1980年） - 太郎の祖母 琴江
  - あるときは妻（1989年）
- お耳役秘帳 第22話「一か八かの挑戦」（1976年、KTV） - とよ
- 古谷一行の金田一耕助シリーズ（MBS）
  - 横溝正史シリーズ / 悪魔が来りて笛を吹く（1977年） - 信乃
  - 横溝正史シリーズII / 夜歩く（1978年） - お喜多
- 赤い絆 第5話「判決下る! 愛と憎しみの中で」（1977年、TBS / 大映テレビ）
- かあさん堂々（1977年、TBS） ‐ 南きぬ
- 達磨大助事件帳 第12話「からくり花泥棒」（1977年、ANB / 国際放映） - すぎ
- 獅子のごとく（1978年、TBS） - 森清子
- 黒水仙の美女 江戸川乱歩の「暗黒星」より （1978年、ANB） - 伊志田たみ
- 赤穂浪士 第7話「暗闘」（1979年、ANB / 東映） - 熊田のおばば
- 柳生一族の陰謀 第35話「亡霊は深夜にすすり泣く」（1979年、KTV / 東映） - 柏木
- ナッキーはつむじ風 第?話「誘拐犯人はおばあちゃん」（1979年、TBS / 東宝）
- 木曜ゴールデンドラマ （YTV）
  - 霊感少女 （1980年）
  - 千羽鶴幻想 （1984年）
- 天国と地獄の美女 江戸川乱歩のパノラマ島奇譚（1982年、ANB） - 菰田家の隠居
- 特捜最前線 第291話「わらの女 哀愁の能登半島!」・第292話「わらの女II 風に乗る御陣乗太鼓!」（1982年、ANB / 東映） - 水田洋二（演：柴田侊彦）の母
- 眠狂四郎 円月殺法 第12話「月光けもの谷暗殺剣」（1983年、TX / 歌舞伎座テレビ） - お梶
- 大奥 第20話「奥様は魔性の女」（1983年、KTV / 東映） - ぬい　※語り手も担当。
- ザ・サスペンス / お師匠さんは名探偵 PART2（1984年、TBS）
- 愛の劇場 / その時、妻は（1984年、TBS）
- 金曜女のドラマスペシャル / 有吉佐和子の三婆（1985年、CX）
- NHK特集 / THE DAY その日〜1995年・日本〜（1985年 - 1986年、NHK）
- 火曜サスペンス劇場 （NTV）
  - 不運な女（1985年）
  - 深く埋めて・桜の木の下の三億円!（1987年） - 佐々木さと
- ライスカレー（1986年、CX）
- 土曜ワイド劇場 / 弁護士・今田一平 (2) ヨロン島の謎（1986年、ANB）
- 年末時代劇スペシャル / 田原坂（1987年、NTV） - 徳之島の老婆
- 愛に燃える戦国の女（1988年、TBS）

### 人形劇
- 飛べ!孫悟空 最終話 （1979年、TBS） - お釈迦様の声

### バラエティー番組
- クイズ面白ゼミナール（NHK）
- ミセスのタウン情報（NET）

### CM
- ハウス レンジグルメ（河合奈保子と共演）
- グリコ カフェゼリー（岡田有希子と共演）